# NGC 5204
NGC 5204 ist eine spiralförmige Zwerggalaxie im Sternbild Großer Bär, die etwa 17e Millionen Lichtjahre von der Milchstraße entfernt ist. Ihr morphologischer Typ SA(s)m beschreibt, dass es sich um eine irreguläre Spiralgalaxie vom magellanschen Typ handelt, d. h., sie besitzt keinen ausgeprägten zentralen Bulge und nur einen Spiralarm, ähnlich der Großen Magellanschen Wolke. Eine Zuordnung der Galaxie zu einer Galaxiengruppe ist bisher nicht eindeutig gelungen, da sie sich in der Nähe verschiedener Gruppen befindet.
NGC 5204 wurde am 24. April 1789 vom deutsch-britischen Astronomen Wilhelm Herschel entdeckt.